# The Lady Confesses
Pour plus de détails, voir Fiche technique et Distribution.
The Lady Confesses est un film américain réalisé par Sam Newfield, sorti en 1945, avec Mary Beth Hughes, Hugh Beaumont, Edmund MacDonald et Claudia Drake dans les rôles principaux.

## Synopsis
Alors qu'elle est sur le point de divorcée, Norma Craig (Barbara Slater (en)) disparaît. Sept ans plus tard, quand son mari Larry Craig (Hugh Beaumont) envisage d'épouser Vicki McGuire (Mary Beth Hughes), Norma réapparaît et annonce à Vicki que personne ne peut épouser Larry, avant de disparaître une nouvelle fois et ce pour bon car elle est retrouvée morte par Larry. Pour l’innocenter et réussir à épouser Larry, Vicki doit mener sa propre enquête. Elle rencontre ainsi un patron de boîte de nuit louche, Lucky Brandon (Edmund MacDonald), des gangsters et une drôle de chanteuse, Lucile Compton (Claudia Drake).

## Fiche technique
- Titre original : The Lady Confesses
- Réalisation : Sam Newfield
- Scénario : Helen Martin et Irwin Franklyn
- Photographie : Jack Greenhalgh
- Musique : Lee Zahler (en)
- Montage : Holbrook N. Todd (en)
- Décors : Harry Reif
- Direction artistique : Paul Palmentola
- Producteur : Alfred Stern
- Société de production : Alexander-Stern Productions
- Société de distribution : Producers Releasing Corporation
- Pays d'origine : États-Unis
- Format : Noir et blanc
- Genre cinématographique : Film policier, film noir
- Durée : 64 minutes
- Date de sortie :
  - États-Unis : 16 mai 1945

## Distribution
- Mary Beth Hughes : Vicki McGuire
- Hugh Beaumont : Larry Craig
- Edmund MacDonald : Lucky Brandon
- Claudia Drake : Lucile Compton
- Emmett Vogan : capitaine de police Brown
- Barbara Slater (en) : Norma Craig
- Edward Howard : détective Harmon
- Dewey Robinson : Steve
- Carol Andrews : Margie
- Charles King : le policier de la plage
- Frank Mayo : le coroner